# Valdeprado (Soria)
Valdeprado es una localidad y también un municipio de la provincia de Soria, 
partido judicial de Soria, comunidad autónoma de Castilla y León, España. Pueblo de la  comarca de Tierras Altas.
Desde el punto de vista jerárquico de la Iglesia católica forma parte de la diócesis de Osma la cual, a su vez, pertenece a la archidiócesis de Burgos.

## Geografía

Término municipal de Valdeprado.

Tiene un área de 31,92 km².

## Historia
A la caída del Antiguo Régimen la localidad se constituye en municipio constitucional en la región de Castilla la Vieja, partido de Ágreda  que en el censo de 1842 contaba con 41 hogares y 170 vecinos.
A mediados del siglo XIX crece el término del municipio porque incorpora a Castillejo de San Pedro.

## Geografía humana

### Demografía
Cuenta con una población de 8 habitantes (INE 2024).
| Gráfica de evolución demográfica de Valdeprado entre 1842 y 2021 |
| |
| Población de derecho según los censos de población del INE Población de hecho según los censos de población del INEEntre el censo de 1857 y el anterior, crece el término del municipio porque incorpora a 425028 (Castillejo de San Pedro) |

### Población por núcleos
| Núcleos                 | Habitantes (2000) | Habitantes (2010) |
| ----------------------- | ----------------- | ----------------- |
| Valdeprado              | 15                | 15                |
| Castillejo de San Pedro | 4                 | 3                 |